# Виленский курьер
Ви́ленский курье́р (пол. Kurier Wileński) — ежедневная газета на польском языке, издающаяся в Литве. Является крупнейшей польскоязычной газетой этой страны.
Тираж — 2,5—3,5 тыс. экземпляров. В 1976 году тираж составлял 46,6 тыс. экземпляров.
Газета была основана 1 июля 1953 года как орган ЦК КП Литовской ССР. Первоначально называлась пол. „Czerwony Sztandar“ («Красное знамя»). В феврале 1990 года газета получила современное название, а вскоре перестала быть органом ЦК КП Литовской ССР и перешла в ведение Совета министров Литовской ССР. В 1995 году газета была приватизирована.
Газета награждена орденом орденом Дружбы народов.